# ジョーイ・カーベリー
ジョーイ・カーベリー（Joey Carbery、1995年11月1日 - ）は、トップ14ユニオン・ボルドー・ベグルに所属するラグビーユニオン選手。

## プロフィール
- アイルランド出身の両親の元、ニュージーランド・オークランドで生まれる。11歳の時、家族と共にアイルランドに戻る[1]。
- ポジションはスタンドオフ(SO)だが、レンスター時代はフルバック(FB)で起用されることが多かった[2]。
- 身長 183cm、体重 85kg
- U20アイルランド代表に選ばれたことがある[3]。
- アイルランド代表キャップは37（2022年12月現在）でラグビーワールドカップ2019のアイルランド代表に選ばれた[4]。

## 略歴
レンスターを経て、2018年、マンスターに加入。 
2024年、ボルドーに加入。